# Château de Bowes
Pour les articles homonymes, voir Bowes.
Le château de Bowes est un château médiéval situé dans le village de Bowes, dans le comté de Durham, en Angleterre. Construit dans le périmètre de l'ancien fort romain de Lavatrae, sur la voie romaine qui est aujourd'hui l'A66, le premier château en bois du site est remplacé par une structure en pierre plus importante entre 1170 et 1174 sur ordre d'Henri II. Un village planifié est construit à côté du château. Le château de Bowes résiste aux attaques écossaises lors de la Révolte de 1173-1174, mais est pillé avec succès par les rebelles en 1322. Le château tombe en déclin et est en grande partie démantelé après la guerre civile anglaise. Les ruines appartiennent désormais à English Heritage et sont gérées comme une attraction touristique.

## Histoire

### XIIesiècle
Le château de Bowes est construit dans les ruines du fort romain de Lavatrae. La route est l'un des rares cols de montagne reliant l'Angleterre et l'Écosse et est stratégiquement importante pendant la période médiévale. Le site du château fait partie de l'Honneur de Richmond, un groupement de terres appartenant traditionnellement aux comtes de Bretagne au début de la période médiévale, mais le terrain lui-même est domanial, propriété de la Couronne.
Vers 1136, Alain de Bretagne, comte de Bretagne, fait construire un château en bois dans l'angle nord-ouest de l'ancien fort. L'utilisation faite de l'ancien fort romain de Bowes est similaire à celle des châteaux voisins de Brough et Brougham à l'ouest, sur la même voie romaine traversant le col de Stainmore. Le château de Bowes passe à son fils, Conan, et lorsqu'il meurt à son tour en 1171, il est revendiqué par Henri II.
Les préoccupations royales concernant la sécurité conduisent Henri II à investir massivement dans une nouvelle structure de château sur le site entre 1171 et 1174. Il est inhabituel qu'un nouveau château royal soit construit dans cette partie de l'Angleterre au XIIe siècle, et Henri semble avoir été poussé par la menace militaire venue d'Écosse avant et pendant la Grande Révolte de 1173 à 1174. Henri II dépense près de 600 £ pour le château entre 1170 et 1187, la majeure partie au cours des premières années, reconstruisant l'ancienne structure sous la supervision des gestionnaires locaux du comte de Bretagne, Torfin, Osbert et Stephen de Barningham. 
Le château reconstruit comporte un donjon, une conception rare dans les châteaux anglais ; construit en pierre, c'est une structure à trois étages 82 pieds de long, 60 pieds de large et 50 pieds haut. À l'intérieur, le donjon est divisé pour former une longue salle et un solaire et est éclairé par de grandes fenêtres arrondies. Le donjon présente des similitudes architecturales avec divers châteaux voisins de la région, mais en particulier avec ceux de Middleham et d'Outhgill. Un fossé formait une cour défensive intérieure autour du donjon, les remparts de l'ancien fort formant une cour extérieure plus grande. Un moulin, alors élément essentiel de tout château, est construit au bord de la rivière Greta pour approvisionner en farine la garnison. Le village de Bowes est construit après le château et forme un site planifié allant jusqu'au château, complété par une église et une place de marché ; cette forme de village planifié est encore une fois inhabituelle en Angleterre.
En Angleterre, la Grande Révolte contre le règne d'Henri est menée par une coalition de barons rebelles, soutenus par le roi d'Écosse et de ses alliés européens. Le roi Guillaume le Lion pousse vers le sud depuis l'Écosse en 1173 et le château de Bowes est endommagé lors des raids ; des travaux sont effectués en prévision de nouvelles attaques l'année suivante, notamment la réparation de la chambre, des portes et la construction de remparts autour du donjon. L'année suivante, Guillaume, roi d'Écosse, assiège directement le château, mais est contraint de battre en retraite après l'arrivée d'une force de secours dirigée par le fils illégitime d'Henri, Geoffrey, alors évêque de Lincoln.

### XIIIe–XIVesiècles

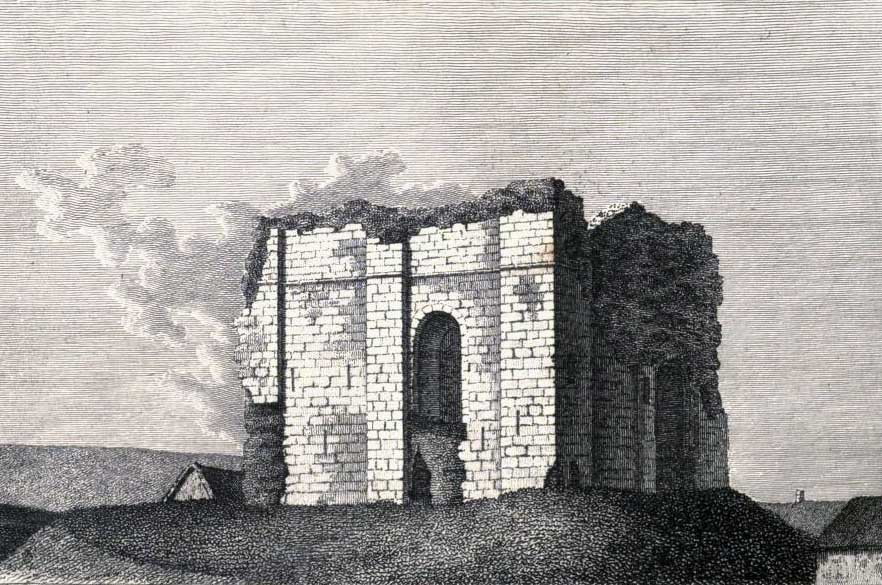
Les ruines du château de Bowes représentées dans une gravure de 1785.

Henri II réussit à réprimer la Grande Révolte, capturant Guillaume le Lion lors de la deuxième bataille d'Alnwick et l'emprisonnant jusqu'à ce qu'un traité de paix soit conclu, étendant ainsi l'autorité d'Henri au nord de l'Écosse. Au cours des années suivantes, la situation sécuritaire dans le nord de l’Angleterre s’est considérablement améliorée. Le roi Jean donne le contrôle du château de Bowes à Robert de Vieuxpont, un administrateur important du nord, en 1203 et il conserve le contrôle de la fortification jusqu'en 1228. Jean y séjourne lui-même en 1206 et en 1212, et le château sert également brièvement à détenir la nièce de Jean, Aliénor de Bretagne, qui a été placée sous la garde de Vieuxpont. Henri III l'accorde brièvement à Guillaume de Blockley et Gilbert de Kirketon, jusqu'à ce qu'il soit donné au duc Pierre de Bretagne en 1232, puis à Guillaume de Valence. En 1241, Pierre II, le comte de Savoie est nommé comte de Richmond et reçoit ensuite Bowes du roi.
Le château reste entre les mains des comtes de Richmond jusqu'en 1322, époque à laquelle il est en mauvais état. Édouard II cède ensuite le château de Bowes à John de Scargill ; les locataires locaux du comte de Richmond se rebellent et attaquent le château. Le seigneur du château est absent à ce moment-là et les assaillants incendient une partie d'une salle, volent des armures, des springalds et d'autres biens. Le conflit avec l'Écosse conduit à de nouveaux raids contre le château et le manoir environnant ; les champs voisins sont alors abandonnés et vers 1340 le château est en ruine et le manoir ne vaut plus rien.

### Histoire ultérieure
Toujours en ruine, le château de Bowes est récupéré par la Couronne en 1361 ; entre 1444 et 1471, elle est contrôlée par la famille Neville, puissants propriétaires fonciers régionaux, avant de revenir à nouveau à la Couronne. Jacques Ier vend le château au début du XVIIe siècle et la plupart des fortifications restantes sont démantelées au milieu du XVIIe siècle après la guerre civile anglaise. En 1928, le château est en mauvais état et ne suscite que peu d'intérêt de la part des habitants ou de sa propriétaire, Lorna Curzon-Howe. Confrontée aux droits de succession, Curzon-Howe accepte de confier le château aux soins du ministère des travaux publics en 1931.
Au XXIe siècle, le château est contrôlé par English Heritage et exploité comme une attraction touristique. Les ruines du donjon subsistent, en grande partie intactes, et sont protégées en tant que bâtiment classé Grade I.